# Bisdom Lolland-Falster
Het bisdom Lolland-Falster (Deens: Lolland-Falsters Stift) is een bisdom van de Deense Volkskerk in Denemarken. Het omvat de eilanden Lolland en Falster. Kathedraal van het bisdom is de Dom van Maribo. Het bisdom werd opgericht in 1803 al afsplitsing van het bisdom Funen.

## Statistieken bisdom
- 104 parochies
- 4 proosdijen

## Proosdijen
- Falster Provsti
- Lolland Østre Provsti
- Lolland Vestre Provsti
- Maribo Domprovsti

De proosdijen zijn verder onderverdeeld in sogns (parochies), zie Lijst van parochies in het bisdom Lolland-Falster.